# Harriet, a kém: Blogháborúk
A Harriet, a kém: Blogháborúk (eredeti cím: Harriet the Spy: Blog Wars) egy 2010-es amerikai-kanadai egész estés tévéfilm, melynek főszereplője a Varázslók a Waverly helyből ismert Jennifer Stone. 
Az Amerikai Egyesült Államokban 2010. március 26-án mutatták be, Magyarországi premierje pedig 2010. december 18-án volt a Disney Channel-en.

## Történet
Harriet és a népszerű Marion verseng gimnáziumi osztályuk hivatalos blogírója címéért. Harriet elmaradásban van, az ő írásait az osztály nem találja elég érdekesnek. Márpedig hősünk mindennél jobban vágyik arra, hogy ő legyen az a bizonyos blogger – így aztán mindenre hajlandó. Szerencséjére filmforgatásra a városba érkezik Skander Hill, a tinik kedvence. Harriet kapva kap az alkalmon, és kémkedni kezd a tinibálvány után.

## Szereplők
| Szereplő              | Színész          | Magyar hang                                                                                                  |
| --------------------- | ---------------- | --- |
| Harriet M. Welsch     | Jennifer Stone   | Csuha Bori                                                                                                   |
| Golly Gibbs           | Kristin Booth    | Mezei Kitty                                                                                                  |
| Skander Hill          | Wesley Morgan    | Moser Károly                                                                                                 |
| Roger Welsch          | Doug Murray      | Schnell Ádám                                                                                                 |
| Violetta Welsch       | Shauna MacDonald | Ősi Ildikó                                                                                                   |
| Sol                   | Jason Blicker    | Szokol Péter                                                                                                 |
| Ms. Elson             | Jayne Eastwood   | Halász Aranka                                                                                                |
| Janie Gibbs           | Melinda Shankar  | Berkes Boglárka                                                                                              |
| Simon "Bajnok" Rocque | Alexander Conti  | Szvetlov Balázs                                                                                              |
| Marion Hawthorne      | Vanessa Morgan   | Bogdányi Titanilla                                                                                           |
| Beth Ellen            | Aislinn Paul     | Tamási Nikolett                                                                                              |
| Rachael Hennessy      | Kiana Madeira    | Lamboni Anna                                                                                                 |
| További szereplők     | -                | Barabás Kiss Zoltán Dolmány Attila Fekete Zoltán Juhász György Seszták Szabolcs Szórádi Erika Vágó Bernadett |

## Premierek
| Ország                    | Csatorna                            | Dátum              | Cím                                         |
| ------------------------- | ----------------------------------- | ------------------ | ------------------------------------------- |
| Kanada                    | The Movie Network és Movie Central  | 2010. március 19.  | Harriet the Spy: Blog Wars                  |
| Amerikai Egyesült Államok | Disney Channel USA                  | 2010. március 26.  | Harriet the Spy: Blog Wars                  |
| Ausztrália                | Disney Channel Ausztrália           | 2010. június 19.   | Harriet the Spy: Blog Wars                  |
| Új-Zéland                 | Disney Channel Ausztrália           | 2010. június 19.   | Harriet the Spy: Blog Wars                  |
| Argentína                 | Disney Channel Latin-Amerika        | 2010. június 27.   | Harriet la Espía: Guerra de Blogs           |
| Mexikó                    | Disney Channel Latin-Amerika        | 2010. június 27.   | Harriet la Espía: Guerra de Blogs           |
| Chile                     | Disney Channel Latin-Amerika        | 2010. június 27.   | Harriet la Espía: Guerra de Blogs           |
| Venezuela                 | Disney Channel Latin-Amerika        | 2010. június 27.   | Harriet la Espía: Guerra de Blogs           |
| Brazília                  | Disney Channel Latin-Amerika        | 2010. június 27.   | Harriet a Espiã: Guerra de Blogs            |
| Németország               | Disney Channel Németország          | 2010. július 9.    | Harriet: Spionage aller Art                 |
| Ausztria                  | Disney Channel Németország          | 2010. július 9.    | Harriet: Spionage aller Art                 |
| Egyesült Királyság        | Disney Channel UK & Írország        | 2010. július 23.   | Harriet the Spy: Blog Wars                  |
| Írország                  | Disney Channel UK & Írország        | 2010. július 23.   | Harriet the Spy: Blog Wars                  |
| Spanyolország             | Disney Channel Spanyolország        | 2010. július 24.   | Harriet La Espia: Guerras del Blog          |
| Oroszország               | Disney Channel Oroszország          | 2010. október 6.   | Шпионка Хэриэт: Война блогов                |
| Izrael                    | Disney Channel Izrael               | 2010. október 7.   | הארייט ומלחמת הבלוגים                       |
| Olaszország               | Disney Channel Olaszország          | 2010. október 22.  | Harriet la spia                             |
| Franciaország             | Disney Channel Franciaország        | 2010. október 27.  | Harriet L'espionne : La Guerre Des Blogs    |
| Hollandia                 | Disney Channel Hollandia / Flandria | 2010. október 22.  | Harriet the Spy: Blog Wars                  |
| Belgium                   | Disney Channel Hollandia / Flandria | 2010. december 24. | Harriet the Spy: Blog Wars                  |
| Lengyelország             | Disney Channel Lengyelország        | 2010. december 18. | Harriet szpieguje: Wojna blogów             |
| Románia                   | Disney Channel Románia              | 2010. december 18. | Harriet Spioana: Războiul Blogurilor        |
| Magyarország              | Disney Channel                      | 2010. december 18. | Harriet, a kém: Blogháborúk                 |
| Csehország                | Disney Channel Cseh                 | 2010. december 18. | Válka bloggerek                             |
| Szlovákia                 | Disney Channel Cseh                 | 2010. december 18. | Válka bloggerek                             |
| Bulgária                  | Disney Channel Bulgária             | 2010. december 18. | Хариет Шпионина: блог Войни                 |
| Arab államok              | Disney Channel Közel-Kelet          | 2010. december     | Harriet the Spy                             |
| Görögország               | Disney Channel Görögország          | 2010. december 25. | Xάρριετ η Κατάσκοπος: Πόλεμος στο Διαδίκτυο |
| Törökország               | Disney Channel Törökország          | 2010. december 25. | Ajan Herriet Günlük Savaşları               |

## Fordítás
Ez a szócikk részben vagy egészben  a   Harriet the Spy: Blog Wars című angol Wikipédia-szócikk fordításán alapul.  Az eredeti cikk szerkesztőit annak laptörténete sorolja fel. Ez a jelzés csupán a megfogalmazás eredetét és a szerzői jogokat jelzi, nem szolgál a cikkben szereplő információk forrásmegjelöléseként.